# Hajdu Ferenc (újságíró)
Hajdu Ferenc Emil (Budapest, Terézváros, 1914. június 21. – Budapest, 1962. február 26.) író, újságíró.

## Élete
Hajdu (Honig) Győző (1876–1920) ügyvéd és Gomperz Irén Mária (1882–1950) negyedik gyermekeként született. Apai nagyapja dentai Gomperz Emil nagykereskedő volt. Tanulmányait a Budapesti Kereskedelmi Akadémián végezte, utána tisztviselői állást vállalt. 1935-től mint külső munkatárs dolgozott Az Újságnak és a Pesti Naplónak. 1945-ben Debrecenben a Néplap szerkesztőségéhez csatlakozott. Később Budapestre költözött és 1950 és 1953 között a Magyar Távirati Iroda (MTI), majd 1955-től a Komárommegyei Hírlap munkatársa volt. 1957-től a Népszava segédszerkesztőjeként dolgozott, illetve a kulturális rovatát vezette. 1959 februárjától átvette az Esti Hírlap kultúrrovatának vezetését. Utolsó írása a Munka című szakszervezeti folyóiratban jelent meg.
Felesége Weinberger Lilla volt, akit 1955-ben vett nőül. Később elvált tőle.

## Főbb művei
- A boldog élet titka (elbeszélés, 1937)
- Végrendelet (versek, Budapest, 1941)
- Apja ismeretlen (regény, Budapest, 1943)
- A népek békekongresszusa (Művelt Nép, Budapest, 1953)